# 天主教巴格多格拉教区
天主教巴格多格拉教區 （拉丁語：Dioecesis Bagdogranus）是羅馬天主教的一個教區，位於印度巴格多格拉。範圍包括西孟加拉邦北部。受加爾各答總教區管轄。
1997年6月14日自加爾各答總教區分出，升為教區。2006年有十六個堂區、48,557名教友、四十八名司鐸。目前教區主教席位因首任主教多默‧德索薩升遷至懸空。